# Ålvik
Ålvik är en tätort i Kvams kommun i Vestland fylke i västra Norge, bestående av Ytre Ålvik och Indre Ålvik. De två områdena ligger på varsin sida av en ås. Indre Ålvik upplevde en kraftig industrialisering efter det att Bjølvefossen A/S etablerades där 1905. Ålvik ligger vid Ålvikhamn i Hardangerfjorden.

## Historia
Namnet Ålvik härstammar troligen från det fornnordiska ǫlr som betyder Al och vik. Bosättningar i området anses gå tillbaka till åtminstone 700 före Kristus, eftersom man har hittat bronsartefakter här. Under medeltiden tillhörde Ålvik och närliggande områden godset Norheim i Norheimsund.
Grunden för Indre Ålviks industri lades 1905 då Bjølvefossen A/S startade sin verksamhet genom att bygga ut Bjølvovattenfallet. År 1907 hade orten endast 74 invånare och det ändrades först 1913 då Bjølvefossen A/S såldes till Elkem. Därefter påbörjades byggandet av ett nytt kraftverk som försenades på grund av koncessiontvister, då det hävdades att arbetet på kraftverket hade påbörjats före 1907, då nya lagar trädde i kraft. 
Tvisterna löstes först 1916. År 1919 stod både kraftverket och fabrikerna som skulle producera kalciumkarbid klara. Vid denna tidpunkt hade byns invånartal växt till 500. De flesta arbetare lämnade dock byn ganska snart efter en olycka där rörledningarna som ledde vatten från vattenreservoaren till kraftverken gick sönder och hela elproduktionen avstannade. Detta orsakade stora finansiella problem som tvingade Bjølvefossen A/S att ta stora lån. Storskalig produktion återupptogs först 1928, då Bjølvefossen A/S fick kontrakt med C. Tennant's Sons & Co. som behövde kiseljärn till den brittiska stålindustrin.  Produktionen drabbades endast kortvarigt av den stora depressionen och återupptogs snabbt. En produktionslinje med ferrokrom påbörjades 1934, samma år som företaget tog ut sin första vinst.
1937 fick Ålvik en fast vägförbindelse med Bergen genom den nya Fykesundbron. Under en lång tid ägdes all infrastruktur av Bjølvefossen A/S, vilket ändrades först 1965, då staten tog över ägandet.
Under 1950-talet öppnades flera nya ungar för att öka produktionen av ferrokrom och kiseljärn. Under 1960-talet kämpade Bjølvefossen med att vara konkurrenskraftiga och investerade därför i nya produktionsanläggningar. Under 1970-talet hade nya framsteg inom produktion av stål gjort att det krävs mindre ferrokrom och att den norska regeringens nya miljökrav satte stor press på Bjølvefossens ekonomi. Vid denna tidpunkt hade företaget runt 600 anställda, Efter att man slutligen slutat med produktionen av ferrokrom 1983  minskade antalet anställda. Kiseljärn ansågs fortfarande vara säljbart och produktionen fortsatte.

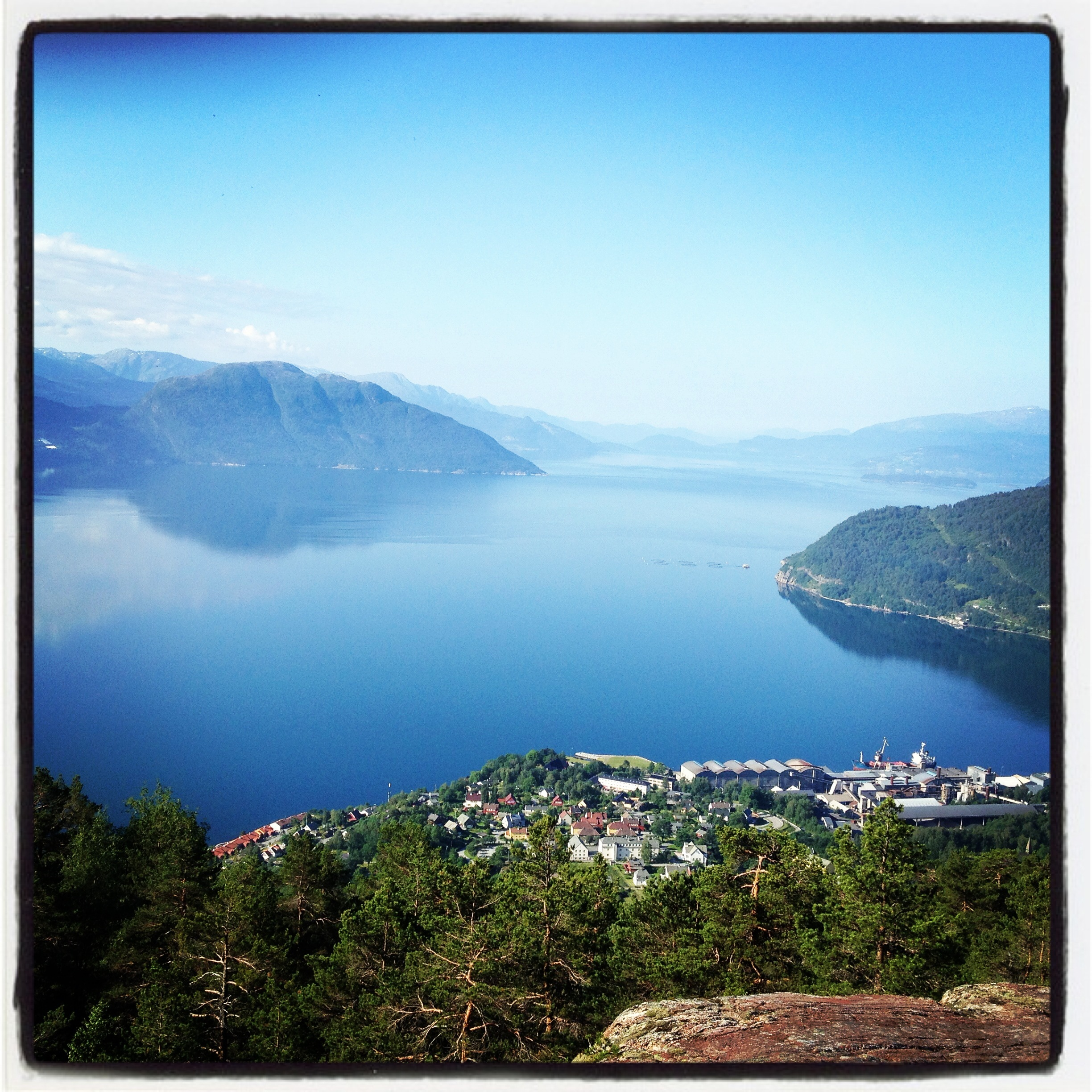
Ålvik

Under 70-talet anställdes de första kvinnorna till fabriken. Dessförinnan hade den kvinnliga befolkningen i Ålvik till stor del sysslat med hushållsarbete.. De flesta kvinnorna började arbeta med förpackning av varor, endast några enstaka fick jobb vid ugnarna i fabriken.
År 2001 beslutade ägaren Elkem att avskeda 100 av de 245 personerna som arbetade på Bjølvefossen A/S. 

## Geografi
Ålvik ligger på norra delen av Hardangerfjorden vid den djupaste delen av fjorden.  Ålviks två delar, Indre Ålvik och Ytre Ålvik, skils åt av en ås.

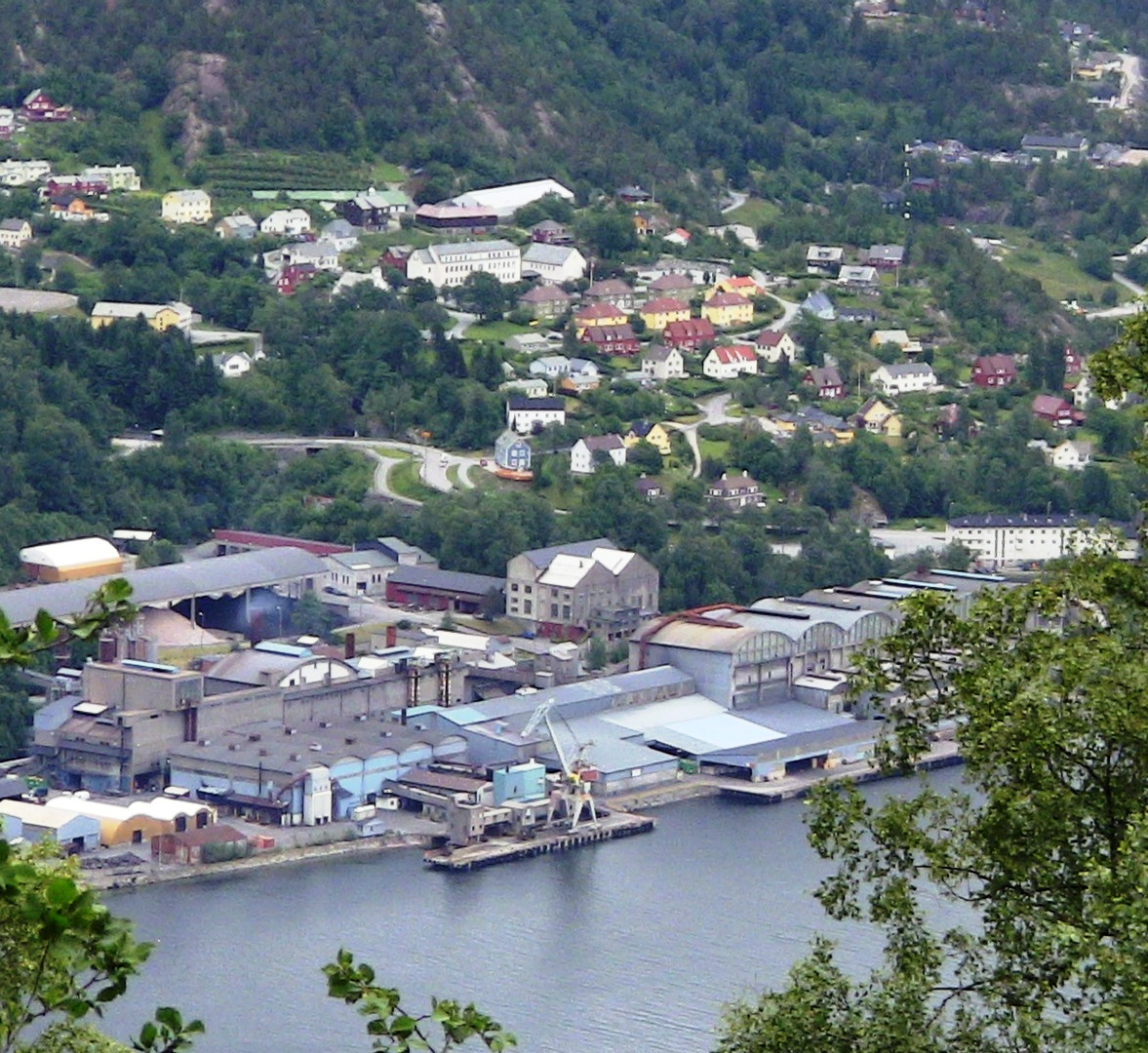
Indre Ålvik sett från väster, med Bjølvefossen A/S i förgrunden.

Berggrunden i Ålvik består främst av gabbro och granit. Växtligheten är en typisk blandskog med både barr och lövträd och rikliga mängder Alm.  Byn har flera populationer av orkidén vit skogslilja och en stor naturlig population av idegran.

## Näringsliv
Det tidigare Bjølvefossen A/S är byns största arbetsgivare och är ett typiskt exempel på en bruksort med dominans av ett enda företag. Idag ägs Bjølvefossen A/S av Elkem som i sin tur ägs av China National Bluestar. År 2006 togs beslut om att flytta produktionen av kiseljärn till Island och fabriken hade då runt 160 anställda. Elkem meddelade därefter att den gamla fabriken ska ersättas med en återvinningscentral för aluminium. Personalstyrkan är nu på 60 personer.  I mars År 2012 var produktionen igång med full kapacitet och anställning av ny personal har diskuterats.

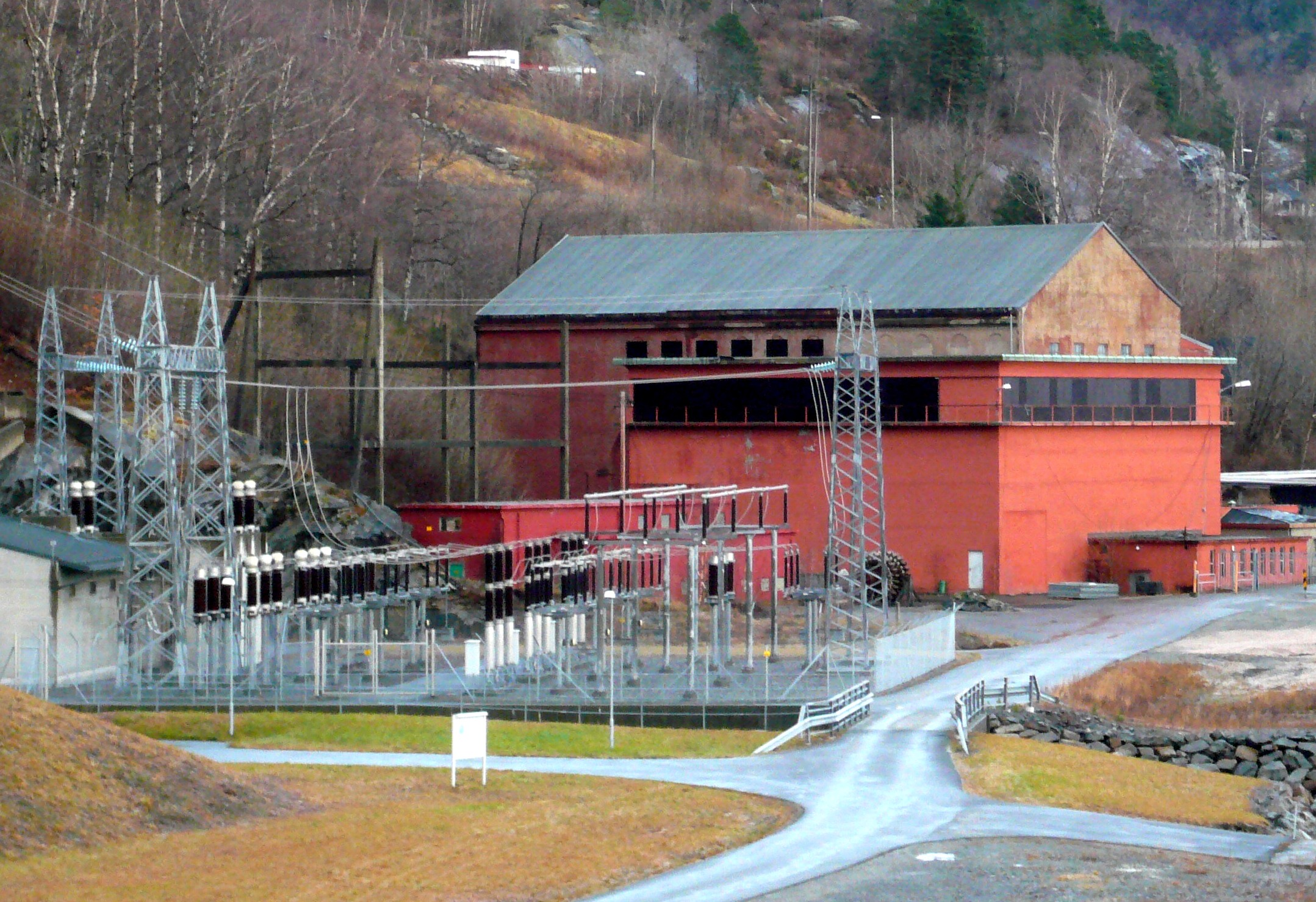
Nya Bjølvo vattenkraftverk, med den ursprungliga byggnaden i bakgrunden.

Vattenkraftverket Bjølvo kraftverk byggdes ursprungligen 1964 för att ge energi till fabrikerna. I dag ägs anläggningen av Statkraft och ett nytt moderniserat kraftverk stod färdigt 2006. Vid den tiden hade kraftverket den högst fritt fallande tryckaxeln i hela Europa, mer än 600 meter. Bjølvo Kraftverk har en årsproduktion på cirka 390 GWh. Kraftverken använder sig av reservoaren Bjølsegrøvatnet, vilket är belägen 850-879 meter över havet.
Kvams kommun har följande offentliga tjänster i Ålvik, en förskola, en låg- och mellanstadieskola, en vårdcentral och ett ålderdomshem.

## Kultur
Ålviks industrimuseum har utställningar om byns industrihistoria och har återskapat två typiska arbetarbostäder från 1920- och 1950-talen.
Ett samarbete mellan Elkem Bjølvefossen och Kvam kommun gällande en konstnärs rätt till utsmycka ett av Bjølvefossens gamla arbetarbostäder har löpt ut och dess framtid är osäker. Byn har flera frivilligorganisationer, såsom Ålvik Rock som anordnar en rockfestival varje september.
Efter uppförandet av det nya Bjølvo vattenkraftverk har den gamla bergbanan blivit föråldrad. Den byggdes ursprungligen för att man enkelt skulle kunna ta sig från kraftverket till vattenreservoaren. Linbanan hade en maximal lutning på 60 grader och en längd på 1.500 meter.